# Hotspot (Geologie)

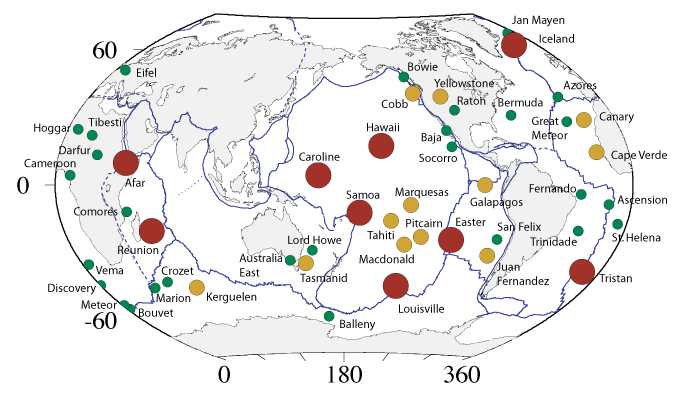
Ausgewählte Beispiele für vermutete Hotspots.
Vermutete Tiefe der Quellregion der Manteldiapire:
Unterer Erdmantel, Mantelübergangszone, Oberer Erdmantel

Als Hotspots [ˈhɔt.spɔ͡ts] (engl.: ‚heiße Flecken‘) werden mit Manteldiapiren in Zusammenhang stehende, lokal begrenzte, relativ stationäre, besonders heiße Bereiche in der Asthenosphäre bezeichnet, die sich in der darüberliegenden Erdkruste durch vulkanische Aktivität oder zumindest durch eine erhöhte Wärmeflussdichte äußern. Hotspot-Vulkanismus tritt meist in größerer Entfernung von Plattenrändern auf. Man spricht hierbei auch von Intraplattenvulkanismus. Die Möglichkeit der Existenz von Hotspots als Ursache für Intraplattenvulkanismus wurde erstmals 1963 von dem Geologen John Tuzo Wilson in Erwägung gezogen.

## Geodynamik

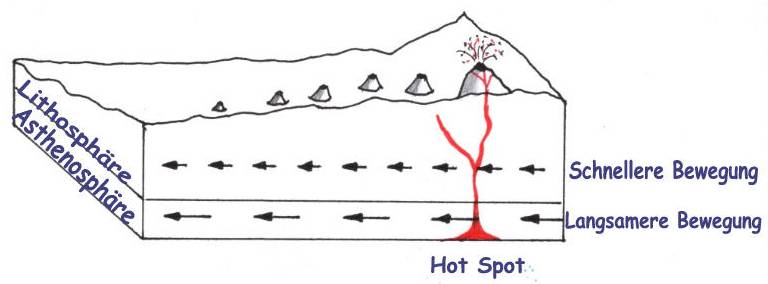
Hotspot

Der Erdmantel im Bereich eines Hotspots ist besonders heiß, da dort Mantelmaterial aus dem tiefen Erdinneren (eventuell von der Kern-Mantel-Grenze) aufsteigt. Die etwa 150 km breiten Zonen des Aufstiegs werden auch als Manteldiapire (englisch: mantle plumes) bezeichnet. Die höheren Temperaturen bedingen im oberen Mantel eine erhöhte Aufschmelzung. Die Schmelzen können aufgrund ihrer geringen Dichte bis an die Oberfläche aufsteigen und verursachen dort einen zumeist basaltischen Vulkanismus. Die geochemische Signatur der so gebildeten OIB (englisch: ocean island basalt) unterscheidet sich oft deutlich von dem so genannten MORB (englisch: midocean ridge basalt).
Da die Lithosphärenplatten stetig über den weitgehend ortskonstanten Hotspot hinweg gleiten, während sich das heiße Mantelmaterial durch die Platte hindurch „schweißt“, entstehen nach und nach mehrere Vulkangebäude, die jeweils solange mit Schmelze versorgt werden, wie sie oberhalb der Mantelanomalie liegen. Auf diese Weise bilden sich Vulkanketten wie die Hawaii-Inseln. Zu beachten ist dabei, dass die Krustendicke der Ozeanbecken im Schnitt nur 6 km beträgt, während sie unter Kontinenten im Mittel ungefähr 30 km mächtig ist. Die kontinentale Kruste ist daher schwerer zu durchdringen, weshalb intensiver Hotspot-Vulkanismus vor allem in ozeanischen Gebieten auftritt.

## Hotspots und Plattenbewegungen
Hotspot-Vulkane auf ozeanischer Kruste sind eine Datenquelle für die Ermittlung „aktueller“ (post-Miozäner) oder vergangener Plattenbewegungen. Aus der scheinbaren Wanderung eines Hotspots und der Altersbestimmung der Basalte der durch ihn entstandenen Vulkaninseln kann man Richtung und Geschwindigkeit der Bewegung der entsprechenden Lithosphärenplatte rekonstruieren. Im Fall des Hawaii-Archipels wurden u. a. Basalte vom Mauna Kea (Hawaii-Hauptinsel, „Big Island“) auf 0,20–0,25 Mio. Jahre, vom Haleakalā auf 0,95–1,0 Mio. Jahre und die des Waiʻanae auf Oʻahu auf 3,05–3,10 Mio. Jahre datiert, was, unter Einbeziehung des jüngsten Gliedes der Inselkette, dem noch unterhalb des Meeresspiegels liegenden Kama‘ehuakanaloa, einer scheinbaren Wanderung des Hotspots von etwa 10 cm/Jahr (100 km/Million Jahre), bei einer Bewegungsrichtung von etwa 300° (ONO) entspricht. Im Abgleich mit Daten von anderen Hotspots (dem sogenannten hotspot reference frame) ergibt das, je nach Rechenmodell, eine „aktuelle“ mittlere Geschwindigkeit der Pazifischen Platte zwischen 8,3 cm/Jahr (83 km/Million Jahre) und 10,5 cm/Jahr (105 km/Million Jahre).
Legt man die prinzipielle Annahme zugrunde, dass Hotspots über lange geologische Zeiträume ortsfest sind, können durch entsprechende Untersuchungen noch älterer Vulkanbauten, die auf den Hawaii-Hotspot zurückgehen (Hawaii-Emperor-Kette), auch Bewegungen rekonstruiert werden, die weiter in der Vergangenheit liegen. Der scharfe „Knick“ in der Hawaii-Emperor-Kette erklärte sich dann damit, dass sich der Bewegungssinn der Pazifischen Platte im Verlauf des Eozäns (ca. 43 mya) dramatisch geändert hat.
Sowohl Laborversuche als auch eingehende Untersuchungen der Relativbewegungen von Hotspot-Inselketten zeigen jedoch, dass auch Hotspots eine Eigenbewegung von 1–2 mm/Jahr vollziehen können. Gerade das Beispiel des „Knicks“ in der Hawaii-Emperor-Kette ist Gegenstand einer wissenschaftlichen Kontroverse: Eine solch abrupte Bewegungsänderung der Pazifischen Platte hätte mit bedeutenden tektonischen Ereignissen in der Pazifikregion vor ca. 43 Mio. Jahren einhergehen müssen. Sichtbare Anzeichen hierfür gibt es jedoch keine, sodass auch eine relativ starke Eigenbewegung des Plumes in Betracht gezogen werden muss. Paläomagnetische und gravimetrische Untersuchungen der Ozeanböden stützen diese Annahme. Unter Berücksichtigung der Rheologie des Erdmantels ist vielmehr wahrscheinlich, dass „Knicks“ in Hotspot-Inselketten auf Änderungen von Mantelströmen zurückgehen, die durch die Mantelkonvektion entstehen. Ein Vergleich paläotektonischer Rekonstruktionen bestätigt dies.
Kama‘ehuakanaloa befindet sich derzeit noch 900 m unter dem Meer, wird aber nach Meinung der Geologen in den nächsten Jahrmillionen eine Höhe von 4.000 m über NN erreichen. Sie wäre dann exakt so groß wie der Vulkan Mauna Kea heute. Diese These folgt der Ansicht Wilsons, dass das Wachstum aller Hotspot-Inseln immer gleich verlaufen wird. Das unterschiedliche Alter der Hawaii-Inseln zeigt sich u. a. in den verschiedenen Verwitterungsstadien, wobei die jüngste Insel Hawaii durch regelmäßige Vulkanausbrüche noch im Wachsen begriffen ist und die nordwestlichen Nachbarinseln bedingt durch Erosion und Subsidenz bereits wieder schrumpfen.

## Bekannte Hotspots
Da die Identifikation kleinerer Plumes sehr schwierig ist, bleibt die genaue Anzahl unklar. In der Fachliteratur wurden Kataloge der weltweit beobachteten Hotspots in unterschiedlicher Zahl veröffentlicht. Etwa 50 davon konnten bislang durch seismologische Untersuchungen als Mantelplumes eindeutig verifiziert bzw. als sehr wahrscheinliche Kandidaten eingestuft werden.
Die bekanntesten Beispiele für Hotspot-Vulkanismus sind neben den Hawaii-Inseln und Island (dort im Zusammenspiel mit dem Vulkanismus eines Mittelozeanischen Rückens) die Eifel in Deutschland, die politisch zu Ecuador gehörenden Galápagos-Inseln und die Yellowstone Caldera in Wyoming.